# 2010年至2011年圣安东尼奥马刺赛季
2010–11 圣安东尼奥马刺赛季為馬刺队加盟NBA的第三十五個賽季，在圣安东尼奥的第三十八個賽季，也是經營第四十四個賽季。